# Friedrich Fehér

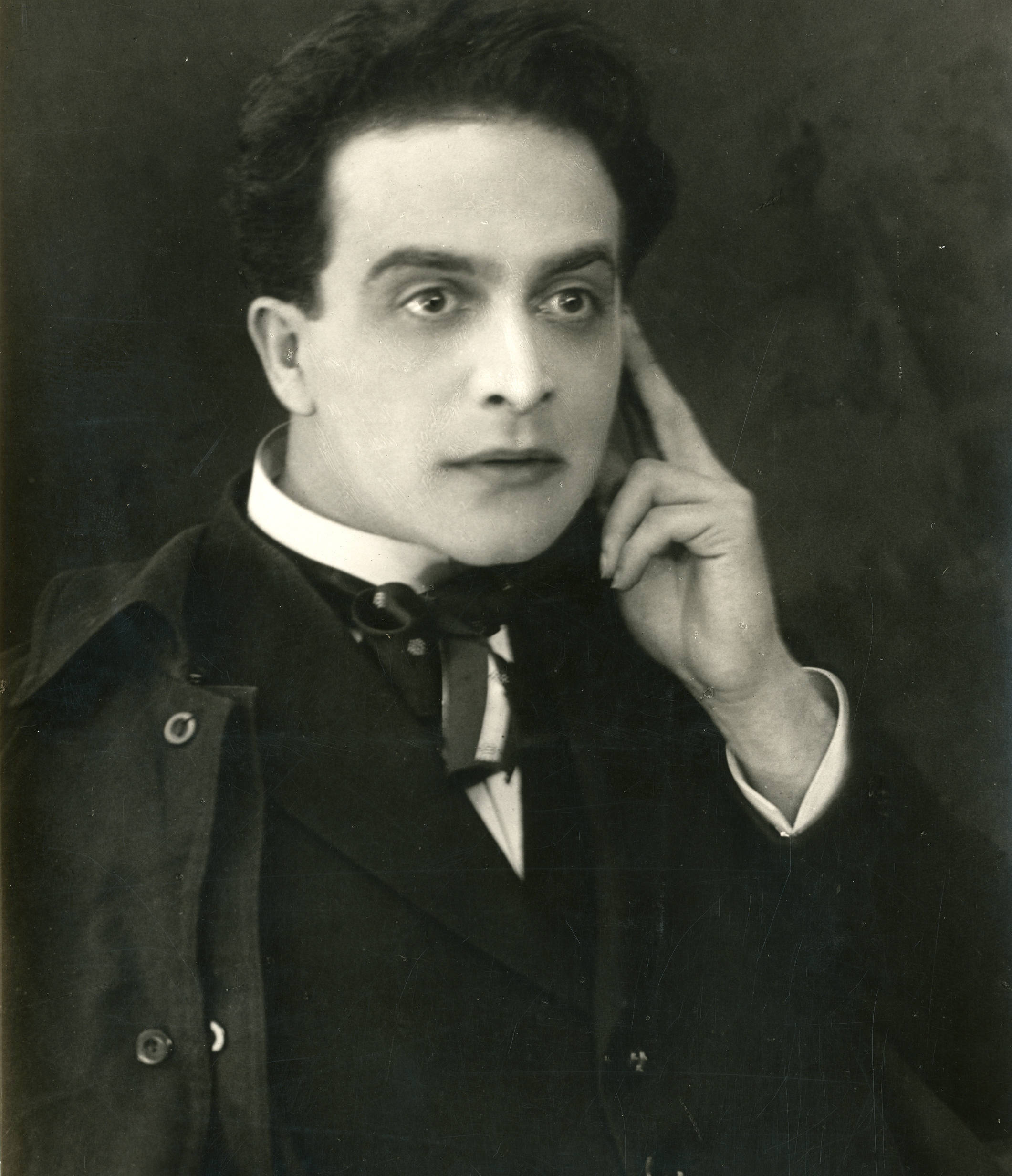
Friedrich Feher, 1920

Friedrich Fehér, meist ohne Akzent Friedrich Feher geschrieben, eigentlich Friedrich Weiß (* 16. März 1889 in Wien; † 30. September 1950 in Stuttgart), war ein österreichischer Schauspieler und Filmregisseur. Seine bekannteste Filmrolle war jene des Francis in Robert Wienes expressionistischem Meisterwerk Das Cabinet des Dr. Caligari aus dem Jahr 1920.

## Leben
Nach Besuch des Konservatoriums in Wien begann er seine Karriere 1907 am Schauspielhaus und im Berliner Lessing-Theater und trat anschließend an Bühnen in Hamburg, Wien und Prag auf. Er nahm mit dem Max-Reinhardt-Ensemble an einer Amerika-Tournee teil. 1924/1925 war er vorübergehend Direktor der Renaissancebühne in Wien.
Seine ersten Auftritte in Stummfilmen absolvierte er 1911 in Berlin. Er trat vorerst hauptsächlich in Literaturverfilmungen auf, die er ab 1913 auch selbst, für die Berliner Mutoskop, inszenierte. Erste Erfolge hatte er als Hauptdarsteller in Theodor Körner (1912), als Franz Moor in Die Räuber (1913) und als Odoardo in Emilia Galotti (1913). 1916 kehrte Fehér für zwei Jahre nach Wien zurück, ehe er 1919 wieder in deutschen Produktionen mitwirkte und mit einer Hauptrolle in Robert Wienes Das Cabinet des Dr. Caligari (1920) endgültig seinen Durchbruch schaffte. In diesem expressionistischen Meisterwerk spielte er die bekannte Rolle des Francis, eines jungen Insassen einer Irrenanstalt.
1921 übernahm er die künstlerische Oberleitung der Wiener Odysseus Film, einer Tochtergesellschaft der Vita-Film, und führte bei einigen Filmen Regie. Er verfilmte unter anderem Hoffmanns Erzählungen (1923) und wirkte als Nebendarsteller in Robert Wienes Der Rosenkavalier (1926) von der Pan-Film mit. Auch der stark vom Expressionismus beeinflusste Film Das Haus des Dr. Gaudeamus (1921) entstand unter seiner Regie.
1922 gründete Fehér seine eigene Filmproduktionsgesellschaft. 1923 übernahm er zudem die Leitung des ersten Wiener Uraufführungskinos, der Kammerlichtspiele Schwarzenberg. 1926 zog er wieder zurück nach Berlin, wo er Historienstücke, Kriminalkomödien und Gerichtsfilme inszenierte. In den meisten seiner insgesamt 25 Filme spielte seine Frau Magda Sonja, von 1917 bis 1921 erster weiblicher Star der Sascha-Film, die Hauptrolle. Zu seinen bekanntesten Filmen aus dieser Zeit zählen Mata Hari (1927) und Maria Stuart (1927).
1933 verließ er Berlin erneut – dieses Mal jedoch erzwungenermaßen, da er als Jude nicht mehr in deutschen Filmen mitwirken durfte. Er emigrierte vorerst in die Tschechoslowakei und anschließend nach Großbritannien, wo er die Concordia Films Ltd. gründete. In London konnte er auch mit anderen Emigranten zusammenarbeiten, etwa mit Robert Wiene, der als Produzent für seine expressionistisch inspirierte Inszenierung des skurrilen und surrealistischen Singspiels Räubersymphonie (1936) auftrat. Sein Sohn Hans Feher erhielt darin die Hauptrolle.
Nach dem Bankrott seiner Filmgesellschaft emigrierte er im Oktober 1936 weiter in die Vereinigten Staaten, wo er die Symphonic Films gründete. Mit dieser inszenierte er 1938/39 die Kurzfilmserie Paramount Symphonics, wobei er einige Orchestereinspielungen selber dirigierte. Als er in seinen Kurzfilmen das Stilprinzip der Räubersymphonie verfeinern wollte, wandten sich seine Finanziers dagegen und seine Karriere kam zum Stillstand. Zuletzt bekam er vom im Hollywood erfolgreicheren Österreich-Emigranten Edgar G. Ulmer 1943 in Jive Junction eine kleine Filmrolle übertragen.
Das Haupteinkommen der Familie Fehér in den Jahren der Emigration kam mangels Filmerfolge immer stärker aus anderen Betätigungen. Seit 1939 arbeitete Fehér vorwiegend als Orchesterleiter und verdiente sich ein Zubrot als Geschäftsführer eines Lebensmittelgeschäfts. Seine Frau, einst ein Stummfilmstar im deutschsprachigen Raum, war im US-amerikanischen Tonfilm überhaupt nicht aktiv. Im März 1950 kehrte Fehér zurück nach London, bald darauf auch nach Deutschland. Dort versuchte er die Möglichkeiten der Herstellung von Fernsehfilmen mit musikalischen Inhalten auszuloten. Ende September 1950 starb er völlig überraschend in einem Stuttgarter Krankenhaus. Der oftmals zu lesende Sterbeort Frankfurt am Main ist hingegen nicht zutreffend.

## Filmografie (Auswahl)
als Schauspieler, wenn nicht anders angegeben
- 1911: Opfer der Schande
- 1912: Theodor Körner
- 1912: Das Kloster von Sendomir
- 1913: Emilia Galotti (Regie)
- 1913: Die Befreiung der Schweiz und die Sage vom Wilhelm Tell (auch Regie)
- 1913: Das Blutgeld (Regie)
- 1913: Kabale und Liebe (Regie)
- 1913: Stürme
- 1913: Die Räuber (Regie)
- 1914: Das blaue Zimmer
- 1914: Alexandra
- 1915: Der Schuß im Traum
- 1915: Lisas Opfer
- 1916: Du sollst nicht richten
- 1916: Die Räuberbraut
- 1916: Lebenswogen
- 1917: Das neue Leben
- 1919: Bergblume
- 1919: Der unsichtbare Gast (Regie)
- 1920: Das Cabinet des Dr. Caligari
- 1920: Die drei Tänze der Mary Wilford
- 1920: Die rote Hexe (Regie)
- 1920: Die Tänzerin Marion (Regie)
- 1920: Marionetten des Teufels
- 1921: Carrière (Co-Regie)
- 1921: Das Haus des Dr. Gaudeamus (Regie, Co-Drehbuch)
- 1922: Die Geburt des Antichrist (Regie)
- 1922: Die Memoiren eines Mönchs (Regie, Co-Drehbuch, Koproduzent)
- 1923: Hoffmanns Erzählungen
- 1924: Die Kurtisane von Venedig (Regie)
- 1924: Das verbotene Land (Regie)
- 1924: Ssanin (Co-Regie, Drehbuch)
- 1926: Der Rosenkavalier
- 1926: Das graue Haus (Regie)
- 1926: Verbotene Liebe (Regie)
- 1927: Mata Hari (Regie)
- 1927: Die Geliebte des Gouverneurs (Regie, Co-Drehbuch)
- 1927: Maria Stuart (Regie, Co-Drehbuch)
- 1928: Sensations-Prozess (Regie)
- 1928: Hotelgeheimnisse (Regie)
- 1931: Ihr Junge / ČSR-Version Kdyz struny lkaji (Regie, Co-Produzent)
- 1932: Gehetzte Menschen / ČSR-Version: Stvani lidé (Regie, Co-Drehbuch; in tschechischer Version nur Schauspieler und Co-Regie)
- 1936: Räubersymphonie (The Robber Symphony) (Regie, Co-Drehbuch)
- 1938: Ave Maria (Regie)
- 1939: William Tell (Regie)
- 1943: Jive Junction